# Buxusbladgalmug
De buxusbladgalmug (Monarthropalpus flavus) is een muggensoort uit de familie van de galmuggen (Cecidomyiidae). De wetenschappelijke naam van de soort is voor het eerst geldig gepubliceerd in 1776 door Schrank.